# Хуліо Антоніо Елісегі
Хуліо Антоніо Елісегі (ісп. Julio Antonio Elícegui, 5 грудня 1910, Кастехон — 31 серпня 2001, Ла-Корунья) — іспанський футболіст, що грав на позиції нападника.
Виступав, зокрема, за клуб «Атлетіко», а також національну збірну Іспанії.

## Клубна кар'єра
У дорослому футболі дебютував 1930 року виступами за команду клубу «Реал Уніон», в якій провів три сезони. 
Своєю грою за цю команду привернув увагу представників тренерського штабу клубу «Атлетіко», до складу якого приєднався 1933 року. Відіграв за мадридський клуб наступні сім сезонів своєї ігрової кар'єри.
Завершив професійну ігрову кар'єру у клубі «Депортіво», за команду якого виступав протягом 1941—1943 років.
Помер 31 серпня 2001 року на 91-му році життя у місті Ла-Корунья.

## Виступи за збірну
У 1933 році дебютував в офіційних матчах у складі національної збірної Іспанії. Протягом кар'єри у національній команді, яка тривала 1 рік, провів у формі головної команди країни 4 матчі, забивши 6 голів.